# Kura (architecture japonaise)
Pour les articles homonymes, voir Kura.

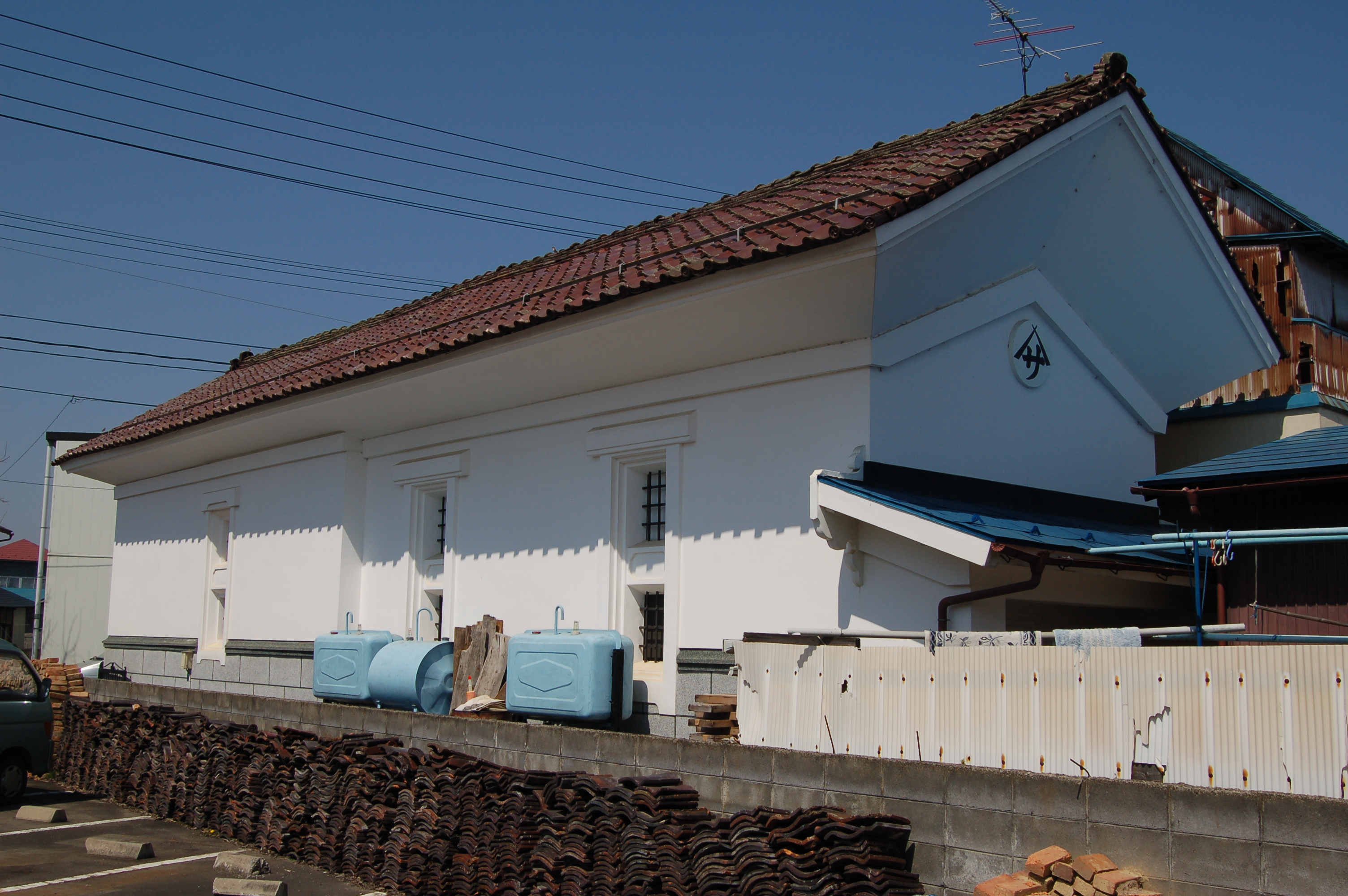
Exemple de kura à Kitakata présentant des travaux de plâtrerie effectués sur l'avant-toit.

Un kura (倉 / 蔵, kura) est un type d'entrepôt japonais traditionnel. Faits de bois de charpente, de roches et d'argile, ils servent à stocker les nombreuses marchandises d'une famille japonaise, souvent du riz ou des céréales. Ceux des campagnes étaient d'une construction plus simple, tandis que ceux de la ville avaient une structure élaborée souvent pare-feu.

## Histoire

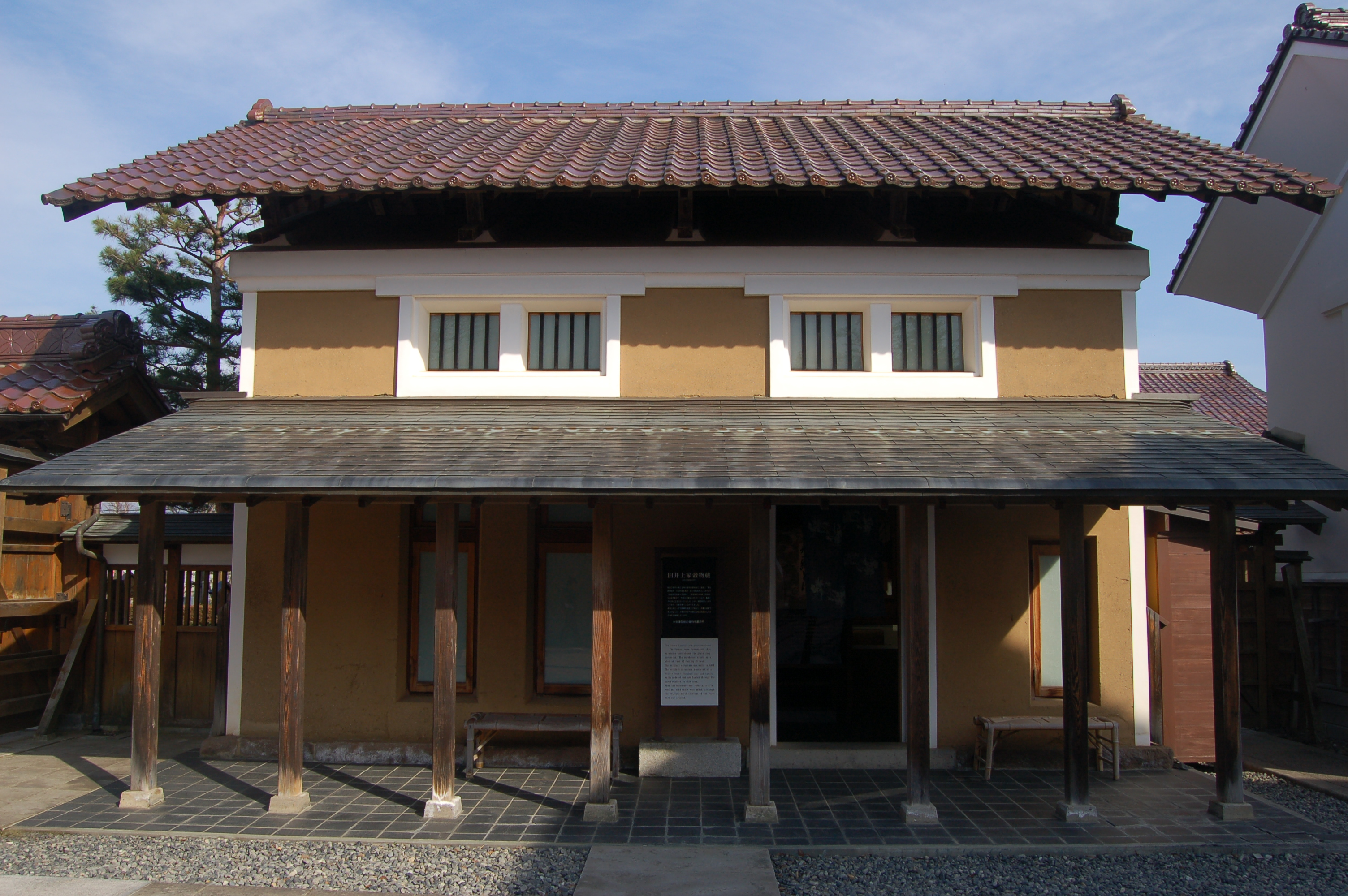
Kura en terre reconverti en restaurant.

Les kura servaient principalement à entreposer des biens de valeurs, d'autres dépendances servant à entreposer les autres possessions, comme les naya (納屋) et les koya (小屋). Les premiers du genre apparaissent pendant la période Yayoi. Ils étaient aussi appelés takakura (高倉), littéralement « haut entrepôt », puisqu'ils étaient construits au-dessus du sol sur des colonnes et étaient accessibles par une échelle. Ce type de kura était présent majoritairement dans l'archipel des Ryūkyū et à Amami ō-shima. Pendant l'époque de Nara, puisque le gouvernement a imposé une taxe sur le riz, cet aliment est devenu une ressource de valeur et a commencé à être entreposé dans des kura. À cette même époque, dû à l'introduction du bouddhisme au Japon, les kura commencent aussi à être utilisés comme petits temples.
À l'époque, la maison traditionnelle japonaise était de plus petite taille et peu d'espace d'entreposage était disponible. De l'espace était créé en utilisant les fusuma, portes coulissantes qui séparaient les chambres, mais le fait de devoir plier et ranger les futons enlevait de l'espace d'entreposage,. Les nombreux accessoires pour les festivals traditionnels avaient aussi besoin d'un espace sécuritaire. Puisque les maisons étaient peu protégées contre les incendies, étant faites de charpente de bois, une solution plus viable a été considérée, et les kura ont alors été créés.
Rapidement, les kura sont devenus symboles de statut social, plus il y en avait, plus le propriétaire était riche. Les kura en terre étaient aussi hautement prisés. Cela était particulièrement vrai à Kitakata, la « capitale japonaise du kura », où il était anciennement dit que l'on n'était pas un homme si l'on n'avait pas de kura à 40 ans.

## Types

### Kuraen rondins

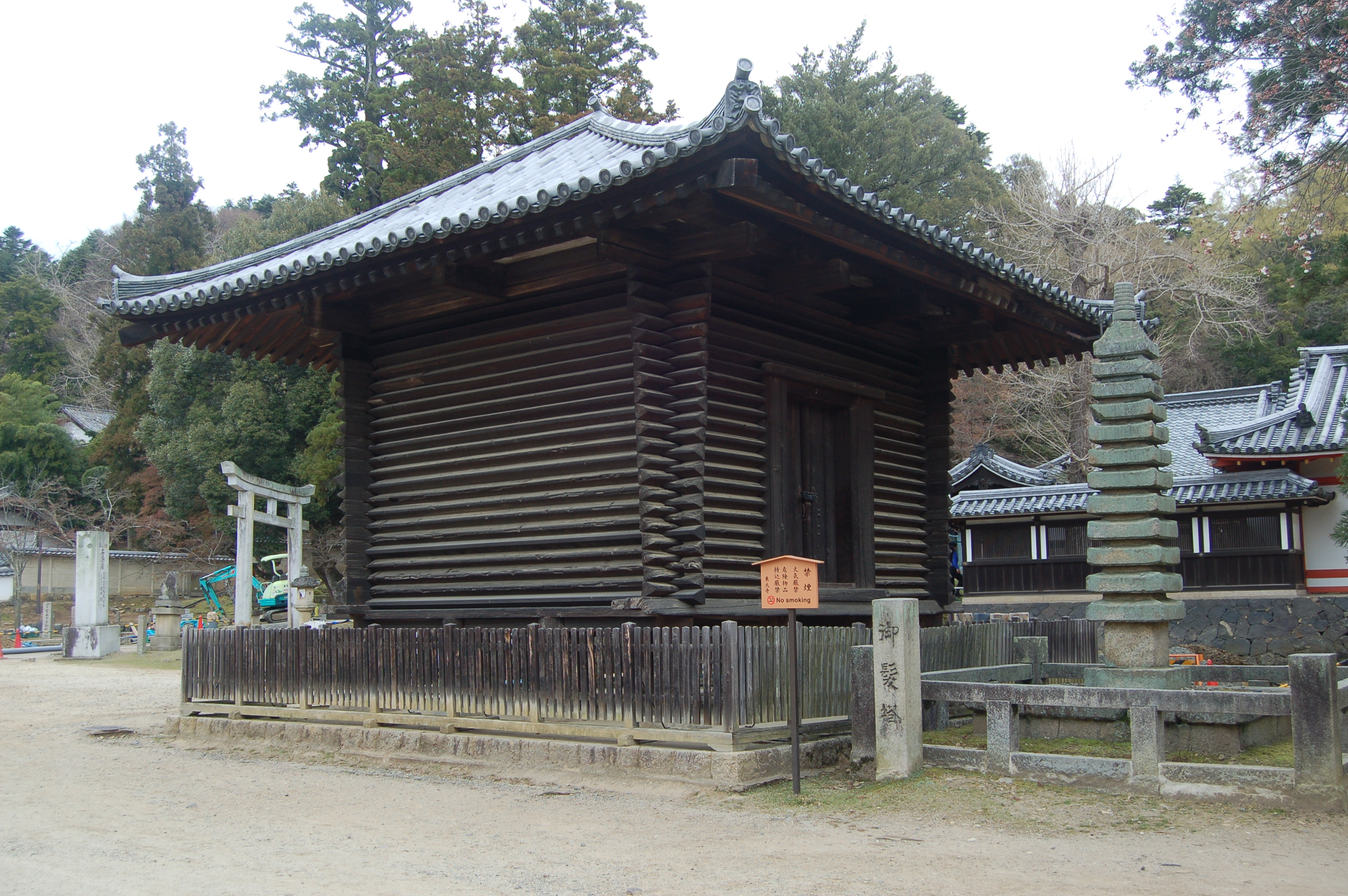
Kura de rondins à Nara.

Les kura en rondins, appelés azekura (校倉, azekura), littéralement « entrepôt à sécantes », datent de la période Yayoi, quand des rondins triangulaires étaient utilisés dans la construction des bâtiments et étaient placés l'un sur l'autre en forme de X, d'où le nom « entrepôt à sécantes ». Beaucoup d'exemplaires bien préservés se trouvent sur les domaines de temples bouddhistes, notamment au Tōdai-ji et au Tōshōdai-ji à Nara, ou au sanctuaire d'Itsukushima, à Hiroshima. Ceux-ci servaient à l'entreposage de biens religieux et culturels importants.
Leur planches étaient plus épaisses que les entrepôts normaux, leur donnant une plus grande durabilité, mais ils devaient leur protection qu'à la distance qui les séparaient des autres bâtiments. Leur toiture était faite de chaume ou en bardeaux.
Lors de l'arrivée du Bouddhisme au Japon, les missionnaires ont aussi apporté leur technique de construire avec des murs de plâtre. Cette technique n'a cependant pas écarté l'azekura qui était prisé pour son aspect plus raffiné et qui apportait plus de statut social, et le style est resté implanté dans l'architecture religieuse.

### Kuraen murs de planches

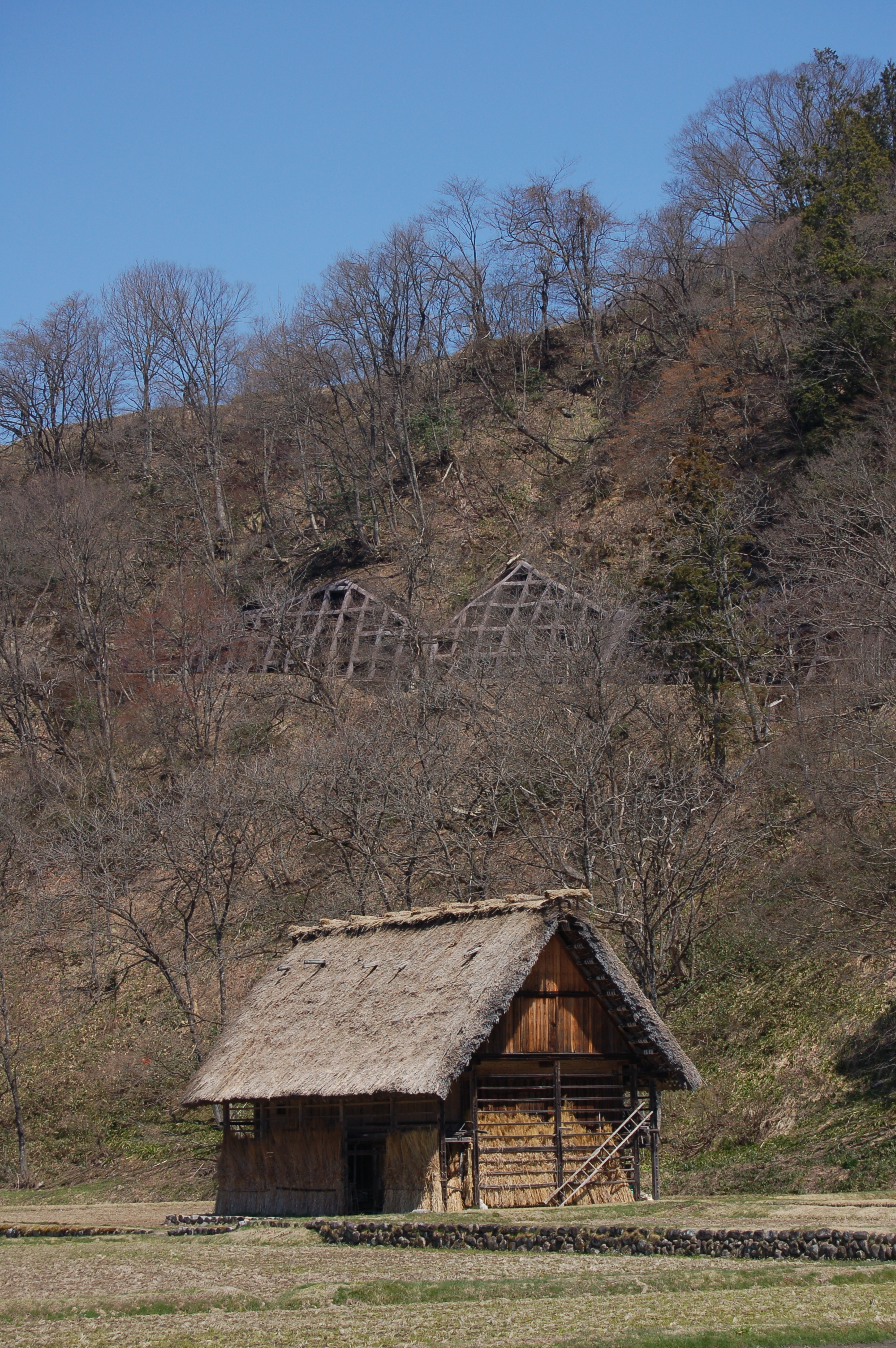
Kura de planches à Shirakawa-gō.

Les kura faits de murs de planches étaient principalement utilisés dans des villages vivant de l'agriculture. Comment l'azekura, ils étaient vulnérables aux incendies et devaient être construits à l'écart des autres bâtiments. On en trouve dans la préfecture de Gifu, dans le village historique de Shirakawa-gō à Shirakawa.
Ils étaient faits en plaçant une structure de planches sur un support créé par des poteaux et des montants. Les murs intérieurs étaient recouverts de planches épaisses et les toits étaient faits de chaume. Les kura en planches étaient utilisés pour stocker les récoltes de blé.

### Kurade pierre

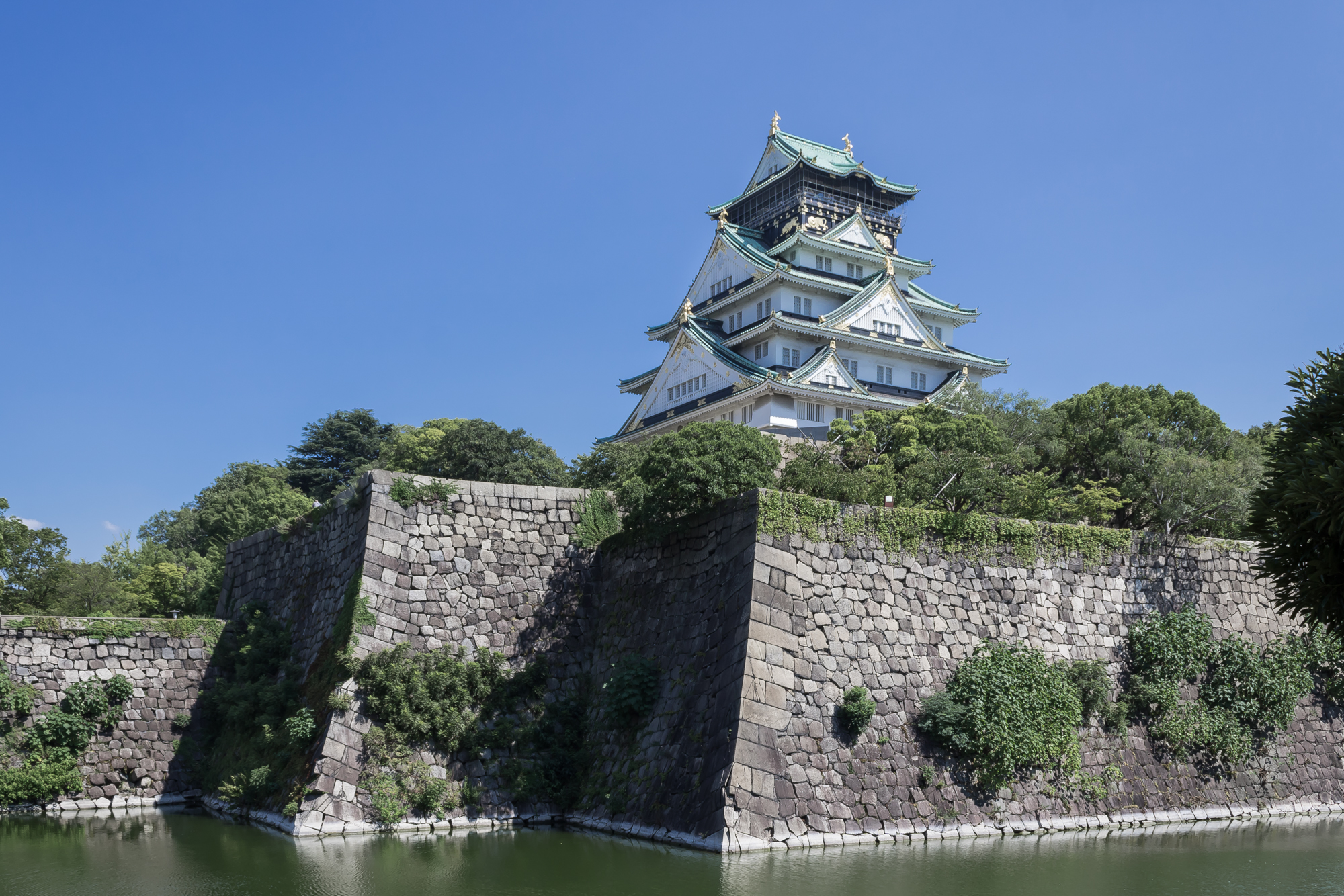
Le château d'Osaka et ses remparts de pierre.

On retrouve deux types de kura de pierre (ou ishigura (石倉, ishigura)). L'un est fait entièrement en roches, incluant un toit fait de blocs de roches, tandis que l'autre est de bois, mais avec un renforcement en roche pour le protéger du feu. Ceux entièrement de roches datent principalement de l'époque d'Edo et servaient à l'entreposage de fusils et de munitions, comme celui du château d'Osaka dont les murs font 1,9 mètre d'épaisseur. Ceux à renforcement de bois peuvent être retrouvés sur l'ancien comptoir d'échange des Néerlandais de Dejima et datent de l'époque d'Edo.
Les kura des environs de la mine d'Ōya à Utsunomiya ont des toits faits de pierre d'Ōya, qui étaient certes moins durs, mais imperméables. De la pierre de Nikkō, aussi extraite de la mine d'Ōya, était parfois utilisée pour décorer les murs extérieurs.

### Kuraen terre

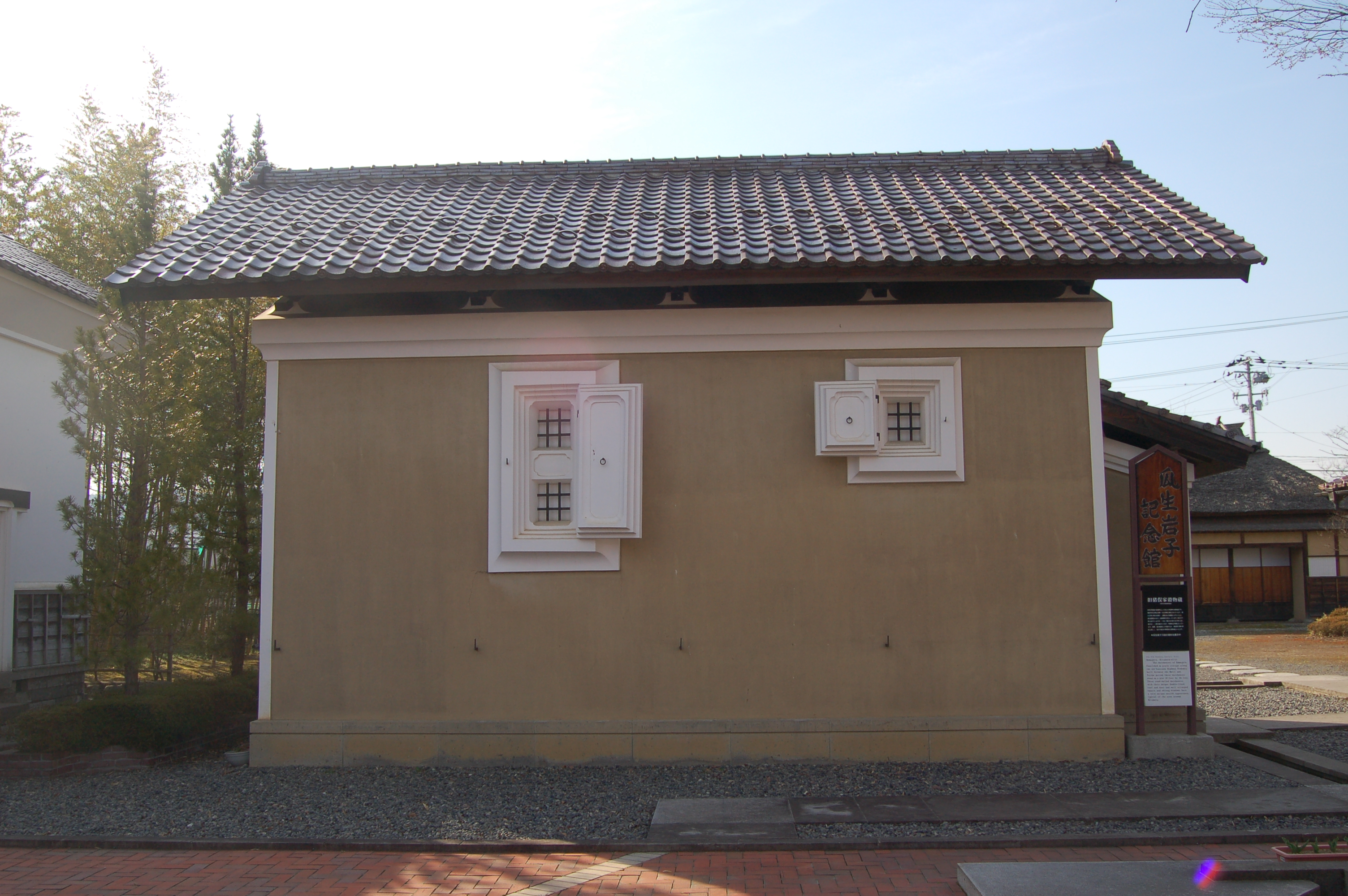
Dozō à Kitakata.

Les kura de terre, ou dozō (土蔵, dozō), sont la forme la plus commune de kura, et la plupart suivent un modèle similaire. La charpente est en bois, tandis que les murs sont de plâtre et les toits en tuiles, et permettent de garder une température uniforme à l'intérieur de l'entrepôt. Les biens stockés étaient placés dans des boîtes appelées tansu (en), qui étaient elles placées sur des galeries à l'intérieur du dozō.
Même s'ils sont devenus communs pendant l'époque d'Edo, des preuves dateraient leur utilisation jusqu'à l'époque Heian. Ils étaient connus pour protéger les biens des incendies.

### Autres variations régionales

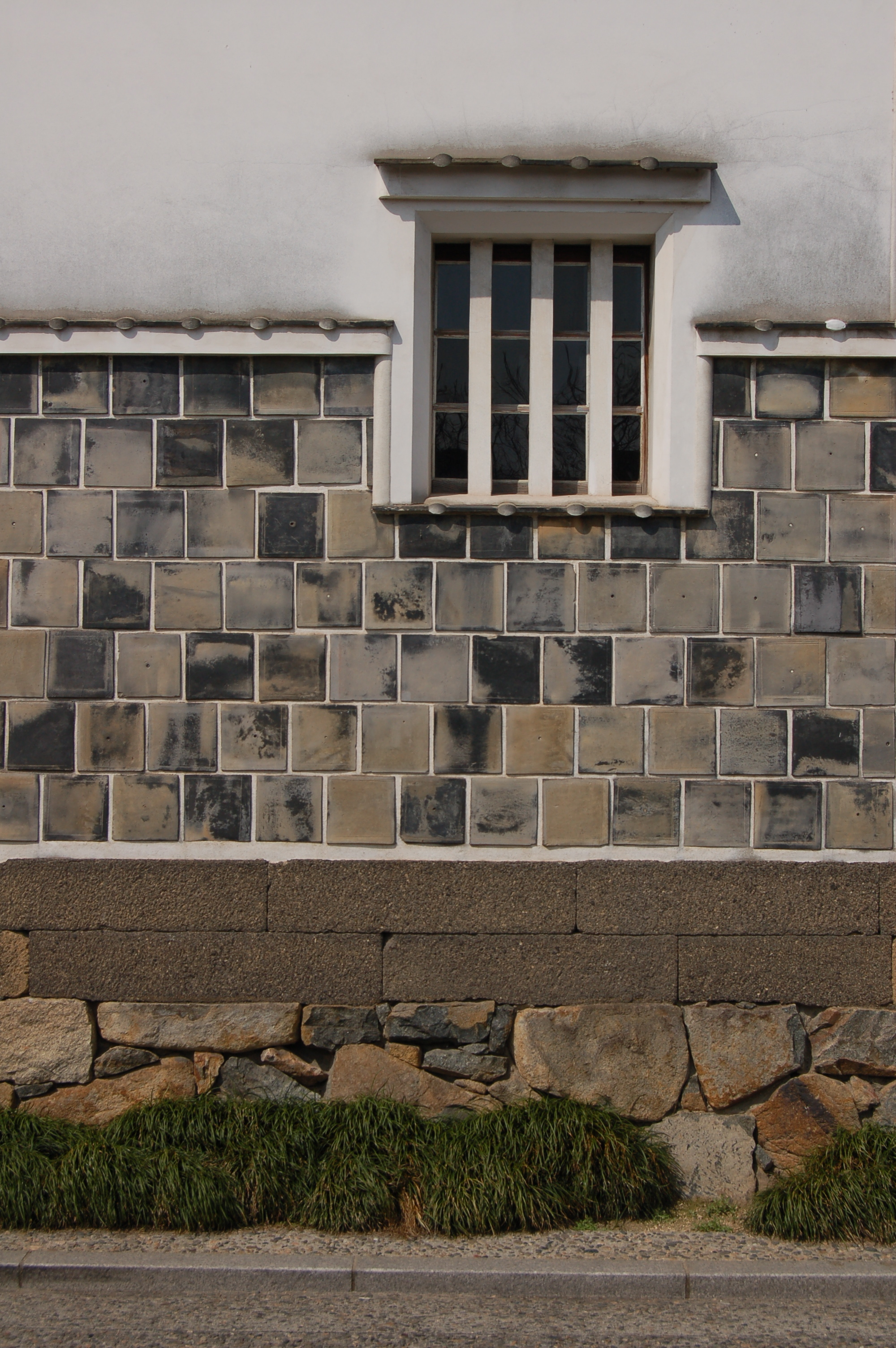
Exemple de mur d'un kura à Kurahiki dont les tuiles sont horizontales.

À Takayama, dans la préfecture de Gifu, on peut retrouver des kura à trois étages, qui servent à entreposer les chars allégoriques du festival Takayama.
À Kurashiki, dans la préfecture d'Okayama, les kura ont un alignement de tuiles horizontal au lieu de diagonal.